# 加德納冰川
加德納冰川（英語：Gardiner Glacier）是南極洲的冰川，位於瑪麗伯德地，處於夸爾茲山南面，最終注入里迪冰川，美國地質調查局根據測量和該國海軍的空中照片繪入地圖，現時由南極條約體系管理。